# Lucho González
Luis Oscar "Lucho" González (Buenos Aires, 1981. január 19. –) argentin labdarúgó, jelenleg az Athletico Paranaense játékosa.

## Pályafutása

### Marseille
2009. július 6-án a Portótól az Olympique de Marseille vásárolta meg.